# Systematik der Bakterien

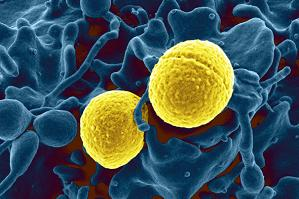
Staphylococcus aureus (nachträglich kolorierte REM-Aufnahme)

Die taxonomische Aufteilung der Bakterien und Archaeen ist umstritten. Anfangs nur durch Aussehen und Physiologie klassifiziert, wird heute aufgrund neuer Möglichkeiten allgemein die Einteilung mittels phylogenetischer Analyse akzeptiert, wie es Carl Woese (1977, 1990) vorgeschlagen hat.
Die Erstbeschreibung von Bakteriengattungen, -arten und Taxa höherer Rangstufen hat nach einer festgelegten Prozedur zu erfolgen. Ein Taxon bzw. dessen Name erlangt nur Gültigkeit durch Erstpublikation oder Revision im International Journal of Systematic and Evolutionary Microbiology (IJSEM). Der aktuelle Stand, welche Taxa bzw. deren Namen diesbezüglich anerkannt sind, kann in der List of Prokaryotic names with Standing in Nomenclature (LPSN), gepflegt durch Jean P. Euzéby und seit Juli 2013 weitergeführt durch Aidan C. Parte, eingesehen werden. Diese Namen entsprechen den Anforderungen des 1980 reformierten Internationalen Codes der Nomenklatur von Bakterien (ICNB), d. h. jeder dieser Namen benennt ein eindeutig anhand seines hinterlegten Typusmaterials identifizierbares Taxon. Diese Namen werden generell nicht in Anführungszeichen gesetzt.

Phylogenetischer Baum basierend auf rRNA-Genen nach Carl Woese, (1990)

Darüber hinaus wurde die globale Einteilung (siehe Phylogenetischer Baum) innerhalb der Bakterien reformiert: Die Taxonomie orientiert sich nunmehr auch an Erkenntnissen, die mittels phylogenetischer Analyse, basierend auf Vergleichen von Bakterienerbgut gewonnen werden. Anfangs wurden hierfür die Nukleotide der 16S rRNA, ein für Prokaryoten typischer Vertreter der ribosomalen RNA, sequenziert und verglichen, mittlerweile werden zusätzlich bisweilen weitere phylogenetische Markergene hinzugezogen. Durch den ICNB wird ein Minimalstandard für die Beschreibung neuer Arten empfohlen, der von den jeweiligen Experten festgelegt wird (Recommendation 30b). Ein derartiger Minimalstandard beinhaltet neben genetischen auch phänotypische und ökologische Merkmale.
Eine aktuelle Zusammenstellung der Taxa aus dieser und zahlreichen weiterführenden Publikationen erscheint in Bergey’s Manual of Systematic Bacteriology. Einige dieser Taxa haben ihre Berechtigung, sind aber bis heute nicht valide publiziert oder anderweitig nicht gemäß den Anforderungen des ICNB definiert. Diese Namen, sowie alle Synonyme, die aktuell gültigen Namen eindeutig zugeordnet werden können, werden in Anführungszeichen gesetzt.
Diese Referenzliste höherer Taxa enthält die Taxa der Rangstufen Domäne (für die Bakterien insgesamt), sowie Phylum (oder Stamm im Sinn einer taxonomischen Rangstufe wie bei Eukaryoten) bis Familie (in Ausnahmen auch darunter). Bei manchen Taxa gibt es widersprüchliche Einträge. Diese wurden auf Stichhaltigkeit geprüft, anhand der Originalliteratur und einer phylogenetischen Analyse. Daher sind einige Abweichungen innerhalb der und von den oben beschriebenen relevanten Veröffentlichungen möglich. Ursachen dafür sind vielfältig und haben ihre Gründe. Eine Änderung einzelner Taxa sollte zunächst diskutiert werden und dann nur mit Angabe der Quelle erfolgen.

## Grundlagen
Bakterien und Archaeen können im Gegensatz zu größeren mehrzelligen Eukaryoten nicht leicht in das klassische System der Taxonomie eingefügt werden. Einerseits gibt es keine sexuelle Vermehrung, weshalb der biologische Artbegriff (Ernst Mayr) nicht anwendbar ist, andererseits sind sie so klein, dass eine optische Beschreibung nicht immer wesentliche Erkenntnisse beisteuert, sodass ein phänetischer/morphologischer Artbegriff nur bedingt anwendbar ist. Eine physiologische Beschreibung trug zwar bald zur Klassifizierung bei, konnte jedoch mangels geeigneter Methoden nur eine unvollständige Einteilung bewerkstelligen. Nach der Erfindung der PCR (Polymerase-Kettenreaktion) waren Teile der genetischen Information der einzelnen Organismen zugänglich. Dabei wurde insbesondere die Sequenz der Gene für die RNA-Untereinheiten der ubiquitären Ribosomen als sinnvoller Marker für phylogenetische Analysen entdeckt. Jedes Lebewesen benötigt die in ihrer Entwicklung äußerst konservativen Ribosomen zum Zusammenbau der Proteine. Am erfolgreichsten, wenn auch nicht perfekt, war die Analyse mit Hilfe des Gens der 16S rRNA, Hauptbestandteil der kleinen Untereinheit des Ribosoms. Dadurch eröffneten sich nun ungeahnte Möglichkeiten zur phylogenetischen Analyse der Organismen, zusätzlich zu den bisherigen Methoden. Die Taxonomie der Mikroorganismen konnte überprüft werden – natürlich nicht ohne Auswirkungen. So sind viele bekannte Begriffe in Frage gestellt, aber derzeit noch nicht ganz von neuen abgelöst oder modifiziert, da meist deutlich mehr Arbeit damit verbunden ist, als ein paar Sequenzierungen. Die Systematik der Archaeen ist direkt in den Artikel der Archaeen integriert.

## Taxa der Domäne Bakterien, deren Benutzung empfohlen wird
Die folgende Liste folgt LPSN (mit Stand vom 22. Oktober 2020). Taxa sind vom Rang des Phylums bis herunter zur Familie aufgegliedert (mit einigen wenigen Ausnahmen):

### Phylum „Abditibacteriota“
- Klasse Abditibacteria

- Ordnung Abditibacteriales

- Familie Abditibacteriaceae

### Phylum „Acidobacteria“
- Klasse „Acidobacteriia“

- Ordnung Acidobacteriales

- Familie Acidobacteriaceae

- Ordnung Bryobacterales

- Familie Bryobacteraceae

- Klasse Blastocatellia

- Ordnung Blastocatellales

- Familie Arenimicrobiaceae
- Familie Blastocatellaceae
- Familie Pyrinomonadaceae

- Klasse Holophagae

- Ordnung Acanthopleuribacterales

- Familie Acanthopleuribacteraceae

- Ordnung Holophagales

- Familie Holophagaceae

- Ordnung Thermotomaculales

- Familie Thermotomaculaceae

- Klasse Thermoanaerobaculia

- Ordnung Thermoanaerobaculales

- Familie Thermoanaerobaculaceae

- Klasse Vicinamibacteria

- Ordnung Vicinamibacterales

- Familie Vicinamibacteraceae

### PhylumActinomycetota
- Klasse Acidimicrobiia

- Ordnung Acidimicrobiales

- Unterordnung „Acidimicrobineae“

- Familie Acidimicrobiaceae
- Familie Iamiaceae

- Klasse Actinobacteria

- Ordnung Acidothermales

- Familie Acidothermaceae

- Ordnung Actinomycetales

- Unterordnung Actinomycineae

- Familie Actinomycetaceae

- Unterordnung Actinopolysporineae

- Familie Actinopolysporaceae

- Unterordnung Catenulisporineae

- Familie Actinospicaceae
- Familie Catenulisporaceae

- Unterordnung Corynebacterineae

- Familie Corynebacteriaceae
- Familie Dietziaceae
- Familie Mycobacteriaceae
- Familie Nocardiaceae
- Familie Segniliparaceae
- Familie Tsukamurellaceae

- Unterordnung Glycomycineae

- Familie Glycomycetaceae

- Unterordnung Jiangellineae

- Familie Jiangellaceae

- Unterordnung Micromonosporineae

- Familie Micromonosporaceae

- Unterordnung Propionibacterineae

- Familie Nocardioidaceae
- Familie Propionibacteriaceae

- Unterordnung Pseudonocardineae

- Familie Pseudonocardiaceae

- Unterordnung Streptomycineae

- Familie Streptomycetaceae

- Unterordnung Streptosporangineae

- Familie Nocardiopsaceae
- Familie Streptosporangiaceae
- Familie Thermomonosporaceae

- Ordnung Actinopolysporales

- Familie Actinopolysporaceae

- Ordnung Bifidobacteriales

- Familie Bifidobacteriaceae

- Ordnung Catenulisporales

- Familie Actinospicaceae
- Familie Catenulisporaceae

- Ordnung Cryptosporangiales

- Familie Cryptosporangiaceae

- Ordnung Frankiales (alternativ: Motilibacterales)

- Familie Frankiaceae
- Familie Motilibacteraceae

- Ordnung Geodermatophilales

- Familie Antricoccaceae
- Familie Geodermatophilaceae

- Ordnung Glycomycetales

- Familie Glycomycetaceae

- Ordnung Jatrophihabitantales

- Familie Jatrophihabitantaceae

- Ordnung Jiangellales

- Familie Jiangellaceae

- Ordnung Kineosporiales

- Familie Kineosporiaceae

- Ordnung Micrococcales

- Familie Beutenbergiaceae
- Familie Bogoriellaceae
- Familie Brevibacteriaceae
- Familie Cellulomonadaceae
- Familie Demequinaceae
- Familie Dermabacteraceae
- Familie Dermacoccaceae
- Familie Dermatophilaceae
- Familie Intrasporangiaceae
- Familie Jonesiaceae (inklusive ehemaliger Sanguibacteraceae)
- Familie Kytococcaceae
- Familie Microbacteriaceae
- Familie Micrococcaceae
- Familie Ornithinimicrobiaceae
- Familie Promicromonosporaceae
- Familie Rarobacteraceae
- Familie Ruaniaceae
- Familie Tropherymataceae
- Familie Yaniellaceae

- Ordnung Micromonosporales

- Familie Micromonosporaceae

- Ordnung Mycobacteriales (alternativ: Corynebacteriales)

- Familie Corynebacteriacea
- Familie Dietziaceae
- Familie Gordoniaceae
- Familie Lawsonellaceae
- Familie Mycobacteriaceae
- Familie Nocardiaceae
- Familie Segniliparaceae
- Familie Tsukamurellaceae

- Ordnung Nakamurellales

- Familie Nakamurellaceae

- Ordnung Propionibacteriales

- Familie Actinopolymorphaceae
- Familie Kribbellaceae
- Familie Nocardioidaceae
- Familie Propionibacteriaceae

- Ordnung Pseudonocardiales

- Familie Pseudonocardiaceae

- Ordnung Sporichthyales

- Familie Sporichthyaceae

- Ordnung Streptosporangiales

- Familie Streptomycetaceae

- Klasse Coriobacteriia

- Ordnung Coriobacteriales

- Unterordnung „Coriobacterineae“

- Familie Atopobiaceae
- Familie Coriobacteriaceae

- Ordnung Eggerthellales

- Familie Eggerthellaceae

- Klasse Nitriliruptoria

- Ordnung Egibacterales

- Familie Egibacteraceae

- Ordnung Egicoccales

- Familie Egicoccaceae

- Ordnung Euzebyales

- Familie Euzebyaceae

- Ordnung Nitriliruptorales

- Familie Nitriliruptoraceae

- Klasse Rubrobacteria

- Ordnung Gaiellales

- Familie Gaiellaceae

- Ordnung Rubrobacterales

- Unterordnung „Rubrobacterineae“

- Familie Rubrobacteraceae

- Ordnung Solirubrobacterales

- Familie Baekduiaceae
- Familie Conexibacteraceae
- Familie Paraconexibacteraceae
- Familie Parviterribacteraceae
- Familie Patulibacteraceae
- Familie Solirubrobacteraceae

- Klasse Thermoleophilia

- Ordnung Thermoleophilales

- Familie Thermoleophilaceae

### Phylum „Aminicenantes“
- Familie „Saccharicenantaceae“

### Phylum „Aquificae“
- Klasse Aquificae

- Ordnung Aquificales

- Familie Aquificaceae
- Familie Desulfurobacteriaceae
- Familie Hydrogenothermaceae

### PhylumAtribacterota
- Klasse Atribacteria

- Ordnung Atribacterales

### Phylum „Armatimonadetes“
- Klasse Armatimonadia

- Ordnung Armatimonadales

- Familie Armatimonadaceae 

- Klasse Chthonomonadetes

- Ordnung Chthonomonadales

- Familie Chthonomonadaceae

- Klasse Fimbriimonadia

- Ordnung Fimbriimonadales

- Familie Fimbriimonadaceae

### Phylum „Bacteroidetes“
- Klasse Bacteroidia

- Ordnung Bacteroidales

- Familie Bacteroidaceae
- Familie Balneicellaceae
- Familie Lentimicrobiaceae
- Familie Marinifilaceae
- Familie Marinilabiliaceae
- Familie Odoribacteraceae
- Familie Porphyromonadaceae
- Familie Prevotellaceae
- Familie Prolixibacteraceae
- Familie Rikenellaceae

- Ordnung Marinilabiliales

- Familie Salinivirgaceae

- Klasse Chitinophagia

- Ordnung Chitinophagales

- Familie Chitinophagaceae
- Familie Hymenobacteraceae

- Klasse Cytophagia

- Ordnung Cytophagales

- Familie Bernardetiaceae
- Familie Catalimonadaceae
- Familie Cyclobacteriaceae
- Familie Cytophagaceae
- Familie Flammeovirgaceae
- Familie Microscillaceae
- Familie Mooreiaceae
- Familie Persicobacteraceae
- Familie Thermonemataceae

- Klasse Flavobacteria

- Ordnung Flavobacteriales

- Familie Blattabacteriaceae
- Familie Crocinitomicaceae
- Familie Cryomorphaceae
- Familie Flavobacteriaceae
- Familie Ichthyobacteriaceae
- Familie Schleiferiaceae

- Klasse Saprospiria

- Ordnung Saprospirales

- Familie Saprospiraceae

- Klasse Sphingobacteriia

- Ordnung Sphingobacteriales

- Familie Crenotrichaceae
- Familie Filobacteriaceae
- Familie Sphingobacteriaceae

### Phylum „Balneolaeota“
- Klasse Balneolia

- Ordnung Balneolales

- Familie Balneolaceae
- Familie Soortiaceae

### Phylum „Caldiserica“
- Klasse Caldisericia

- Ordnung Caldisericiales

- Familie Caldisericiaceae

### Phylum „Calditrichaeota“
- Gattung Calorithrix

### Phylum „Chlamydiae“
- Klasse Chlamydiae

- Ordnung Chlamydiales

- Familie „Actinochlamydiaceae“
- Familie Chlamydiaceae
- Familie „Criblamydiaceae“
- Familie Parachlamydiaceae
- Familie „Parilichlamydiaceae“
- Familie „Piscichlamydiaceae“
- Familie „Rhabdochlamydiaceae“
- Familie Simkaniaceae
- Familie Waddliaceae

### Phylum „Chlorobi“
- Klasse „Chlorobia“

- Ordnung Chlorobiales

- Familie Chlorobiaceae

- Klasse Dehalococcoidia

- Ordnung Dehalococcoidales

- Familie Dehalococcoidaceae

- Klasse Ignavibacteria

- Ordnung Ignavibacteriales

- Familie Ignavibacteriaceae
- Familie „Melioribacteraceae“

### Phylum „Chloroflexi“
- Klasse Anaerolineae

- Ordnung Anaerolineales

- Familie Anaerolineaceae

- Klasse Ardenticatenia

- Ordnung Ardenticateniales

- Familie Ardenticateniaceae

- Klasse Caldilineae

- Ordnung Caldilineales

- Familie Caldilineaceae

- Klasse Chloroflexia

- Ordnung Chloroflexales

- Unterordnung Chloroflexineae

- Familie Chloroflexaceae
- Familie Oscillochloridaceae

- Unterordnung Roseiflexineae

- Familie Roseiflexaceae

- Ordnung Herpetosiphonales

- Familie Herpetosiphonaceae

- Ordnung Kallotenuales

- Familie Kallotenualaceae

- Klasse Dehalococcoidia

- Ordnung Dehalococcoidales

- Familie Dehalococcoidaceae

- Klasse Ktedonobacteria

- Ordnung Ktedonobacterales

- Familie Ktedonobacteraceae
- Familie Thermosporotrichaceae

- Ordnung Thermogemmatisporales

- Familie Thermogemmatisporaceae

- Klasse „Limnocylindria“

- Gattung „Aquidulcis“

- Klasse Tepidiformia

- Ordnung Tepidiformales

- Familie Tepidiformaceae

- Klasse Thermoflexia

- Ordnung Thermoflexales

- Familie Thermoflexaceae

- Klasse Thermomicrobia

- Unterklasse Sphaerobacteridae

- Ordnung Sphaerobacterales

- Unterordnung „Sphaerobacterineae“

- Familie Sphaerobacteraceae

- Ordnung Thermomicrobiales

- Familie Thermomicrobiaceae

### Phylum „Chrysiogenetes“
- Klasse Chrysiogenetes

- Ordnung Chrysiogenales

- Familie Chrysiogenaceae

### Phylum „Coprothermobacterota“
- Klasse Coprothermobacteria

- Ordnung Coprothermobacterales

- Familie Coprothermobacteraceae

### Phylum „Cryosericota“
- Klasse „Cryosericia“

- Ordnung „Cryosericales“

- Familie „Cryosericaceae“

### Phylum „Cyanobacteria“
- Klasse Cyanophyceae

- Ordnung Chroococcales

- Familie Chroococcaceae

- Gattung Chroococcus

- Ordnung Chroococcidiopsidales

- Familie „Aliterellaceae“
- Familie Chroococcidiopsidaceae

- Ordnung „Gloeobacterales“

- Familie Gloeobacteraceae

- Ordnung Gloeomargaritales

- Familie Gloeomargaritaceae

- Ordnung Nostocales

- Familie „Aphanizomenonaceae“
- Familie Calotrichaceae
- Familie Capsosiraceae
- Familie Chlorogloeopsidaceae
- Familie „Fortieaceae“
- Familie Gloeotrichiaceae
- Familie Godleyaceae
- Familie „Hapalosiphonaceae“
- Familie Heteroscytonemataceae
- Familie Nostocaceae
- Familie Rhizonemataceae
- Familie „Rivulariaceae“
- Familie „Scytonemataceae“
- Familie Stigonemataceae
- Familie „Symphyonemataceae“
- Familie Tolypothrichaceae

- Ordnung Oscillatoriales

- Familie „Borziaceae“
- Familie Coleofasciculaceae
- Familie Cyanothecaceae
- Familie Desertifilaceae
- Familie Gomontiellaceae
- Familie Homoeotrichaceae
- Familie Microcoleaceae
- Familie „Oscillatoriaceae“
- Familie Phormidiaceae
- Familie „Pseudonostocaceae“

- Ordnung Pleurocapsales

- Familie „Dermocarpellaceae“
- Familie Hydrococcaceae
- Familie Pleurocapsaceae
- Familie Xenococcaceae

- Ordnung Order Spirulinales

- Familie Spirulinaceae

- Ordnung „Synechococcales“

- Familie Acaryochloridaceae
- Familie „Chamaesiphonaceae“
- Familie Coelosphaeriaceae
- Familie Heteroleibleiniaceae
- Familie Leptolyngbyaceae
- Familie „Merismopediaceae“
- Familie Oculatellaceae
- Familie Prochloraceae
- Familie Pseudanabaenaceae
- Familie Romeriaceae
- Familie Schizotrichaceae
- Familie Synechococcaceae

### Phylum „Deferribacteres“
- Klasse Deferribacteres

- Ordnung Deferribacterales

- Familie Calditrichaceae
- Familie Deferribacteraceae

### Phylum „Deinococcus-Thermus“
- Klasse Deinococci

- Ordnung Deinococcales

- Familie Deinococcaceae
- Familie Trueperaceae

- Ordnung Thermales

- Familie Thermaceae

- Ordnung Trueperales

- Familie Trueperaceae

### Phylum „Dictyoglomi“
- Klasse Dictyoglomia

- Ordnung Dictyoglomales

- Familie Dictyoglomaceae

### Phylum „Elusimicrobia“
- Klasse Elusimicrobia

- Ordnung Elusimicrobiales

- Familie Elusimicrobiaceae

- Klasse Endomicrobia

- Ordnung Endomicrobiales

- Familie Endomicrobiaceae

### Phylum „Fibrobacteres“
- Klasse Chitinispirillia

- Ordnung Chitinispirillales

- Familie Chitinispirillaceae

- Klasse Chitinivibrionia

- Ordnung Chitinivibrioniales

- Familie Chitinivibrioniaceae

- Klasse Fibrobacteres

- Ordnung Fibrobacterales

- Familie Fibrobacteraceae

### Phylum „Firmicutes“
- Klasse Bacilli (alternativ: Firmibacteria oder Teichobacteria)

- Ordnung Caryophanales (alternativ: Bacillales)

- Familie Alicyclobacillaceae
- Familie Bacillaceae
- Familie Caryophanaceae (alternativ: Planococcaceae)
- Familie Listeriaceae
- Familie Paenibacillaceae
- Familie Pasteuriaceae
- Familie Sporolactobacillaceae
- Familie Staphylococcaceae
- Familie Thermoactinomycetaceae

- Ordnung Lactobacillales

- Familie Aerococcaceae
- Familie Carnobacteriaceae
- Familie Enterococcaceae
- Familie Lactobacillaceae
- Familie Leuconostocaceae
- Familie Streptococcaceae

- Klasse Clostridia

- Ordnung Clostridiales (alternativ: Eubacteriales)

- Familie Caldicoprobacteraceae
- Familie „Catabacteriaceae“
- Familie Christensenellaceae
- Familie Defluviitaleaceae
- Familie Eubacteriaceae
- Familie Gracilibacteraceae
- Familie Heliobacteriaceae
- Familie Lachnospiraceae
- Familie Oscillospiraceae (alternativ: Ruminococcaceae)
- Familie Peptococcaceae
- Familie Peptoniphilaceae
- Familie Peptostreptococcaceae
- Familie Proteinivoraceae
- Familie Symbiobacteriaceae
- Familie Syntrophomonadaceae
- Familie Vallitaleaceae
- Familie „Xylanivirgaceae“

- Ordnung Halanaerobiales

- Familie Halanaerobiaceae
- Familie Halobacteroidaceae

- Ordnung Natranaerobiales

- Familie Natranaerobiaceae

- Ordnung Thermoanaerobacterales

- Familie Thermoanaerobacteraceae
- Familie Thermodesulfobiaceae
- Familie Zhaonellaceae

- Ordnung Thermosediminibacterales

- Familie Tepidanaerobacteraceae
- Familie Thermosediminibacteraceae

- Klasse Erysipelotrichia

- Ordnung Erysipelotrichales

- Familie Coprobacillaceae
- Familie Erysipelotrichaceae
- Familie Turicibacteraceae

- Klasse Limnochordia

- Ordnung Limnochordales

- Familie Limnochordaceae

- Klasse „Natranaerobiia“

- Familie „Natranaerofabaceae“

- Klasse Negativicutes

- Ordnung Acidaminococcales

- Familie Acidaminococcaceae

- Ordnung Selenomonadales

- Familie Selenomonadaceae
- Familie Sporomusaceae

- Ordnung Veillonellales

- Familie Veillonellaceae

- Klasse Thermolithobacteria

- Ordnung Thermolithobacterales

- Familie Thermolithobacteraceae

- Klasse Tissierellia

- Ordnung Tissierellales

- Familie Gottschalkiaceae

- Klasse „Tissierellia“

- Familie Gottschalkiaceae
- Familie Tissierellaceae

### Phylum „Fusobacteria“
- Klasse Fusobacteriia

- Ordnung Fusobacteriales

- Familie Fusobacteriaceae
- Familie Leptotrichiaceae

### Phylum „Gemmatimonadetes“
- Klasse Gemmatimonadetes

- Ordnung Gemmatimonadales

- Familie Gemmatimonadaceae

- Klasse Longimicrobia

- Longimicrobiaceae

### Phylum „Kiritimatiellaeota“
- Klasse Kiritimatiellae

- Ordnung Kiritimatiellales

- Familie Kiritimatiellaceae

- Klasse Tichowtungiia

- Ordnung Tichowtungiales

- Familie Tichowtungiaceae

### Phylum „Krumholzibacteriota“
- Klasse „Krumholzibacteria“

- Ordnung „Krumholzibacteriales“

- Familie „Krumholzibacteriaceae“

### Phylum „Lentisphaerae“
- Klasse Lentisphaeria

- Ordnung Lentisphaerales

- Familie Lentisphaeraceae

- Ordnung Victivallales

- Familie Victivallaceae

- Klasse Oligosphaeria

- Ordnung Oligosphaerales

- Familie Oligosphaeraceae

### Phylum „Margulisbacteria“
- Klasse „Termititenacia“

- Ordnung „Termititenacales“

- Familie „Termititenacaceae“

### Phylum „Mcinerneyibacteriota“
- Klasse „Mcinerneyibacteria“

- Ordnung „Mcinerneyibacteriales“

- Familie „Mcinerneyibacteriaceae“

### Phylum „Melainabacteria“
- Klasse „Melainabacteria“

- Ordnung „Gastranaerophilales“

- Gattung „Gastranaerophilus“

### Phylum „Nitrospinae“
- Gattung „Candidatus Nitromaritima“

### PhylumNitrospirota
- Klasse Nitrospiria

- Ordnung Nitrospirales

- Familie Nitrospiraceae

- Gattung Nitrospira

### Phylum „Parcubacteria“
- Gattung „Sonnebornia“

### Phylum „Parcunitrobacteria“
- Klasse „Parcunitrobacteria“

- Ordnung „Parcunitrobacterales“

- Familie „Parcunitrobacteraceae“

### Phylum „Peregrinibacteria“
- Klasse „Peribacteria“

- Ordnung „Peribacterales“

- Familie „Peribacteraceae“

### Phylum „Planctomycetes“
Synonym: „Planctobacteria“
- Klasse Phycisphaerae

- Ordnung Phycisphaerales

- Familie Phycisphaeraceae

- Ordnung Sedimentisphaerales

- Familie Anaerohalosphaeraceae
- Familie Sedimentisphaeraceae

- Ordnung Tepidisphaerales

- Familie Tepidisphaeraceae

- Klasse Planctomycetia (alternativ: Planctomycea, vorher: Planctomycetacia)

- Ordnung Gemmatales

- Familie Gemmataceae

- Ordnung Isosphaerales

- Familie Isosphaeraceae

- Ordnung Pirellulales

- Familie Lacipirellulaceae
- Familie Pirellulaceae
- Familie Thermoguttaceae

- Ordnung Planctomycetales

- Familie Gemmataceae
- Familie Isosphaeraceae
- Familie Planctomycetaceae

### PhylumPseudomonadota

#### KlasseAcidithiobacillia
- Ordnung Acidithiobacillales

- Familie Acidithiobacillaceae
- Familie Thermithiobacillaceae

#### KlasseAlphaproteobacteria
- Ordnung Caulobacterales

- Familie Caulobacteraceae
- Familie Hyphomonadaceae

- Ordnung Emcibacterales

- Familie Emcibacteraceae

- Ordnung „Holosporales“

- Familie Holosporaceae
- Familie „Caedimonadaceae“
- Familie Holosporaceae
- Familie „Paracaedibacteraceae“

- Ordnung Hyphomicrobiales (alternativ: Rhizobiales)

- Familie Aestuariivirgaceae
- Familie Afifellaceae
- Familie Ahrensiaceae
- Familie Alsobacteraceae
- Familie Amorphaceae
- Familie Ancalomicrobiacae
- Familie Aurantimonadaceae
- Familie Bartonellaceae
- Familie Beijerinckiaceae
- Familie Blastochloridaceae
- Familie Boseaceae
- Familie Breoghaniaceae
- Familie Brucellaceae
- Familie Chelatococcaceae
- Familie Cohaesibacteraceae
- Familie Devosiaceae
- Familie Hyphomicrobiaceae
- Familie Kaistiaceae
- Familie Lichenibacteriaceae
- Familie Lichenihabitantaceae
- Familie Methylobacteriaceae
- Familie Methylocystaceae
- Familie Nitrobacteraceae (alternativ: Bradyrhizobiaceae)
- Familie Notoacmeibacteraceae (alternativ: Mabikibacteraceae)
- Familie Parvibaculaceae
- Familie Phreatobacteraceae
- Familie Phyllobacteriaceae
- Familie Pleomorphomonadaceae
- Familie Pseudoxanthobacteraceae
- Familie Rhabdaerophilaceae
- Familie Rhizobiaceae
- Familie Rhodobiaceae
- Familie Roseiarcaceae
- Familie Salinarimonadaceae
- Familie egnochrobactraceae
- Familie Stappiaceae
- Familie Tepidamorphaceae
- Familie Xanthobacteraceae

- Ordnung Iodidimonadales

- Familie Iodidimonadaceae

- Ordnung Kordiimonadales

- Familie „Kordiimonadaceae“
- Familie Temperatibacteraceae

- Ordnung Magnetococcales

- Familie „Magnetaquicoccaceae“
- Familie Magnetococcaceae

- Ordnung Micropepsales

- Micropepsaceae
- Familie Minwuiales

- Ordnung „Parvularculales“

- Familie „Parvularculaceae“

- Ordnung „Pelagibacterales“

- Familie „Pelagibacteraceae“

- Ordnung Rhodobacterales

- Familie Neomegalonemataceae
- Familie Rhodobacteraceae

- Ordnung Rhodospirillales (alternativ: Kiloniellales)

- Familie Acetobacteraceae
- Familie Azospirillaceae
- Familie Geminicoccaceae
- Familie Kiloniellaceae
- Familie Reyranellaceae
- Familie Rhodospirillaceae
- Familie Rhodovibrionaceae Hördt
- Familie Stellaceae Hördt
- Familie Terasakiellaceae
- Familie Thalassobaculaceae
- Familie Thalassospiraceae
- Familie Zavarziniaceae

- Ordnung Rickettsiales

- Familie „Deianiraeaceae“
- Familie Ehrlichiaceae (alternativ: Anaplasmataceae)
- Familie „Midichloriaceae“
- Familie Rickettsiaceae
- Familie „Tenuibacteraceae“

- Ordnung Sneathiellales

- Familie Sneathiellaceae

- Ordnung Sphingomonadales

- Familie Erythrobacteraceae
- Familie Sphingomonadaceae
- Familie Sphingosinicellaceae
- Familie Zymomonadaceae

#### KlasseBetaproteobacteria
- Ordnung Burkholderiales

- Familie Alcaligenaceae
- Familie Burkholderiaceae
- Familie Comamonadaceae
- Familie Oxalobacteraceae
- Familie Sutterellaceae

- Ordnung „Ferritrophicales“

- Familie „Ferritrophicaceae“

- Ordnung Neisseriales

- Familie Chromobacteriaceae
- Familie Neisseriaceae

- Ordnung Nitrosomonadales (vereinigt mit den jetzt synonymen Methylophilales und Sulfuricellales)

- Familie Gallionellaceae
- Familie Methylophilaceae
- Familie Nitrosomonadaceae
- Familie Spirillaceae
- Familie Sterolibacteriaceae
- Familie Sulfuricellaceae
- Familie Thiobacillaceae

- Ordnung „Procabacteriales“

- Familie „Procabacteriaceae“

- Ordnung Rhodocyclales

- Familie Azonexaceae
- Familie Rhodocyclaceae
- Familie Zoogloeaceae

#### KlasseDeltaproteobacteria
- Ordnung Bradymonadales

- Familie Bradymonadaceae

- Ordnung Desulfarculales

- Familie Desulfarculaceae

- Ordnung Desulfobacterales

- Familie Desulfobacteraceae
- Familie Desulfobulbaceae
- Familie Nitrospinaceae

- Ordnung „Desulfofervidales“

- Familie „Desulfofervidaceae“

- Ordnung Desulfovibrionales

- Familie Desulfohalobiaceae
- Familie Desulfomicrobiaceae
- Familie Desulfonatronumaceae
- Familie Desulfovibrionaceae

- Ordnung Desulfurellales

- Familie Desulfurellaceae

- Ordnung Desulfuromonadales

- Familie Desulfuromonadaceae
- Familie Geobacteraceae

- Ordnung Myxococcales

- Unterordnung Cystobacterineae

- Familie Anaeromyxobacteraceae
- Familie Archangiaceae (alternativ: Cystobacteraceae)
- Familie Myxococcaceae
- Familie Vulgatibacteraceae

- Unterordnung Nannocystineae

- Familie Kofleriaceae (alternativ Haliangiaceae)
- Familie Nannocystaceae

- Unterordnung Sorangineae

- Familie Labilitrichaceae
- Familie Phaselicystidaceae
- Familie Polyangiaceae
- Familie Sandaracinaceae

- Ordnung Syntrophobacterales

- Familie Syntrophaceae
- Familie Syntrophobacteraceae

#### KlasseEpsilonproteobacteria
- Ordnung Campylobacterales

- Familie Arcobacteraceae
- Familie Campylobacteraceae
- Familie Helicobacteraceae
- Familie „Hydrogenimonaceae“
- Familie „Thiobarbaceae“

- Ordnung Nautiliales

- Familie Nautiliaceae
- Familie „Thiovulgaceae“

#### KlasseGammaproteobacteria
- Ordnung Acidiferrobacterales

- Familie Acidiferrobacteraceae

- Ordnung Aeromonadales

- Familie Aeromonadaceae
- Familie Succinivibrionaceae

- Ordnung Alteromonadales

- Familie Alteromonadaceae
- Familie Celerinatantimonadaceae
- Familie Colwelliaceae
- Familie Ferrimonidaceae
- Familie Idiomarinaceae
- Familie Moritellaceae
- Familie Pseudoalteromonadaceae
- Familie Psychromonadaceae
- Familie Shewanellaceae

- Ordnung Arenicellales

- Familie Arenicellaceae

- Ordnung Cardiobacteriales

- Familie Cardiobacteriaceae

- Ordnung: Cellvibrionales

- Familie Cellvibrionaceae
- Familie Halieaceae
- Familie Microbulbiferaceae
- Familie Porticoccaceae
- Familie Spongiibacteraceae

- Ordnung Chromatiales

- Familie „Aquichromatiaceae“
- Familie Chromatiaceae
- Familie Ectothiorhodospiraceae
- Familie Granulosicoccaceae
- Familie Halothiobacillaceae
- Familie Thioalkalispiraceae
- Familie Thioalkalispiraceae
- Familie Thioprofundaceae
- Familie Wenzhouxiangellaceae
- Familie Woeseiaceae

- Ordnung Enterobacterales (zuvor als Ordnung „Enterobacteriales“ bezeichnet)

- Familie Budviciaceae
- Familie Enterobacteriaceae (mit Gattung Phytobacter)
- Familie Erwiniaceae
- Familie Hafniaceae
- Familie Morganellaceae
- Familie Pectobacteriaceae
- Familie Thorselliaceae
- Familie Yersiniaceae
- ohne zugewiesene Familie

- Ordnung Immundisolibacterales

- Familie Immundisolibacteraceae

- Ordnung Legionellales

- Familie Coxiellaceae
- Familie Legionellaceae

- Ordnung Lysobacterales

- Familie Lysobacteraceae
- Familie Rhodanobacteraceae

- Ordnung Methylococcales

- Familie Methylococcaceae
- Familie Methylothermaceae

- Ordnung Nevskiales (inklusive früherer Ordnung „Salinisphaerales“)

- Familie Algiphilaceae
- Familie Nevskiaceae
- Familie Salinisphaeraceae
- Familie Steroidobacteraceae

- Ordnung Oceanospirillales

- Familie Aestuariirhabdaceae
- Familie Alcanivoraceae
- Familie Balneatricaceae
- Familie Endozoicomonadaceae
- Familie Hahellaceae
- Familie Halomonadaceae
- Familie Kangiellaceae
- Familie Litoricolaceae
- Familie Natronospirillaceae
- Familie Oceanospirillaceae
- Familie Oleiphilaceae
- Familie Saccharospirillaceae

- Ordnung Orbales

- Familie Orbaceae

- Ordnung Pasteurellales

- Familie Pasteurellaceae
- Familie Psittacicellaceae

- Ordnung Pseudomonadales

- Familie „Methanomonadaceae“
- Familie Moraxellaceae
- Familie Pseudomonadaceae
- Familie „Thiorhodaceae“
- Familie Ventosimonadaceae

- Ordnung Thiotrichales

- Familie Beggiatoaceae
- Familie Fastidiosibacteraceae
- Familie Francisellaceae
- Familie Piscirickettsiaceae
- Familie Thiolineaceae
- Familie Thiolineaceae
- Familie Thiotrichaceae

- Ordnung „Vibrionales“

- Familie Vibrionaceae

#### KlasseHydrogenophilalia
- Ordnung Hydrogenophilales

- Familie Hydrogenophilaceae

#### KlasseOligoflexia
- Ordnung Bacteriovoracales

- Familie Bacteriovoracaceae
- Familie Halobacteriovoraceae
- Familie Peredibacteraceae

- Ordnung Bdellovibrionales

- Familie Bdellovibrionaceae

- Ordnung Oligoflexales

- Familie Oligoflexaceae
- Familie Pseudobacteriovoracaceae

- Ordnung Silvanigrellales

- Familie Silvanigrellalaceae

#### Klasse „Zetaproteobacteria“
- Ordnung Mariprofundales

- Familie Mariprofundaceae (mit der Gattung Mariprofundus)

### Phylum „Rhodothermaeota“
- Klasse Rhodothermia

- Ordnung Rhodotermales

- Familie Rhodothermaceae
- Familie Rubricoccaceae
- Familie Salinibacteraceae
- Familie Salisaetaceae Park

### Phylum „Spirochaetae“
- Klasse Spirochaetes

- Ordnung Brachyspirales

- Familie Brachyspiraceae

- Ordnung Brevinematales

- Familie Brevinemataceae
- Familie „Longinemaceae“

- Ordnung Leptospirales

- Familie Borreliaceae
- Familie „Pillotinaceae“
- Familie Sphaerochaetaceae
- Familie Spirochaetaceae
- Familie Treponemataceae
- Familie Leptospiraceae

- Ordnung Spirochaetales

- Familie Borelliaceae
- Familie „Pillotinaceae“
- Familie Sphaerochaetaceae
- Familie Spirochaetaceae
- Familie Treponemataceae

### Phylum „Synergistetes“
- Klasse Synergistia

- Ordnung Synergistales

- Familie Synergistaceae

### Phylum „Tenericutes“
- Klasse Mollicutes

- Ordnung Acholeplasmatales

- Familie Acholeplasmataceae

- Ordnung Anaeroplasmatales

- Familie Anaeroplasmataceae

- Ordnung Entomoplasmatales

- Familie Entomoplasmataceae
- Familie Spiroplasmataceae

- Ordnung Haloplasmatales

- Familie Haloplasmataceae

- Ordnung Mycoplasmatales

- Familie Mycoplasmataceae

- Ordnung Mycoplasmoidales

- Familie Metamycoplasmataceae
- Familie Mycoplasmoidaceae

### PhylumThermodesulfobacteriota
(Quelle: )
- Klasse Thermodesulfobacteria

- Ordnung Thermodesulfobacteriales

- Familie Thermodesulfobacteriaceae

### Phylum „Thermomicrobia“
- Klasse Thermomicrobia

- Ordnung Sphaerobacterales

- Familie Sphaerobacteraceae

- Ordnung Thermomicrobiales

- Familie Thermomicrobiaceae

### Phylum „Thermotogota“
Alternativ: „Synthermota“ oder „Thermotogaeota“
- Klasse Thermotogae

- Ordnung Kosmotogales

- Familie Kosmotogaceae

- Ordnung Mesoaciditogales

- Familie Mesoaciditogaceae

- Ordnung Petrotogales

- Familie Petrotogaceae

- Ordnung Thermotogales

- Familie Fervidobacteriaceae
- Familie Thermotogaceae

### Phylum „Verrucomicrobia“
(in der GTDB: Verrucomicrobiota)
- Klasse Opitutae

- Ordnung Opitutales

- Familie Opitutaceae

- Ordnung Puniceicoccales

- Familie Puniceicoccaceae

- Klasse Terrimicrobia

- Ordnung Terrimicrobiales

- Familie „Chthoniobacteraceae“
- Familie Terrimicrobiaceae

- Ordnung Verrucomicrobiae

- Klasse Verrucomicrobiae

- Ordnung Verrucomicrobiales

- Familie Akkermansiaceae
- Familie Rubritaleaceae
- Familie Verrucomicrobiaceae

## Taxa, deren Zuordnung nicht oder noch nicht zweifelsfrei feststeht
Die Taxonomie der Bakterien ist Gegenstand zahlreicher, laufender Veränderungen und Verbesserungen aufgrund neuer Erkenntnisse, die einen neutralen, beobachtenden Standpunkt verunmöglichen. Einige höhere Taxa wurden oben nicht berücksichtigt, bei anderen sind in näherer Zukunft Änderungen zu erwarten. Dieser Anhang enthält Kommentare zur Klärung, soweit bekannt:

### Phyla bestätigter Gruppen
- Phylum Firmicutes: Die Stellung vieler Mitglieder dieses Phylums ist derzeit schlecht zu klären. Dabei spielt nicht nur historischer Ballast eine Rolle, sondern auch die eingeschränkten Möglichkeiten der phylogenetischen Analyse. Während einige Mitglieder aus nachvollziehbaren Gründen nur vollkommen falsch klassifiziert waren, kann man in einigen Bereichen weitgehende Änderungen nicht ausschließen. Diese betrifft unter anderem auch das Phylum Deferribacteres. Mit der fortschreitenden Analyse ganzer Genome wird möglicherweise weiter Klarheit geschaffen.
  - Klasse „Bacilli“
    - Ordnung Bacillales
      - Familie Caryophanaceae: Sonstige Gründe

  - Klasse „Clostridia“
    - Ordnung Clostridiales
      - Familie Oscillospiraceae: Die Typusgattung ist der Familie der Ruminococcaceae zugeordnet.
- Phylum Proteobacteria
  - Klasse Gammaproteobacteria: Die Stellung vieler Mitglieder dieses Phylums ist derzeit schlecht zu klären. Dabei spielt nicht nur historischer Ballast eine Rolle, sondern auch die eingeschränkten Möglichkeiten der phylogenetischen Analyse.
  - Klasse Deltaproteobacteria: Die Familie der Syntrophorhabdaceae ist dieser Klasse zugeordnet, aber bisher noch keiner Ordnung oder Unterordnung.
- Phylum Tenericutes: Dieses Phylum wurde zusätzlich zur Information der Sequenzen des 16S rRNA Gens durch Unterschiede weiterer phylogenetischer Marker und seine besonderen Eigenschaften von den Firmicutes abgegrenzt. Die Sequenzen des 16S rRNA Gens zeigen direkte Verwandtschaft zur Klasse/Ordnung der „Erysipelotrichi“.
- Phylum Verrucomicrobia
  - Klasse
    - Ordnung
      - Familie Xiphinematobacteriaceae: Ein Typstamm konnte nicht isoliert werden (syntrophe Bakterien, Parasiten, Endosymbionten oder andere Gründe), daher nicht als Art, sondern als Candidatus definiert. Nach den derzeitigen Regeln des ICSB gibt es dafür keinen validierten Platz in der Taxonomie.[20] Vorläufig kein Eintrag.
- Phylum „Calditrichaeota“: Eine weitere Einteilung in Ordnung und Familie fehlt derzeit (Dezember 2018) noch.

### Kandidatengruppen aus Metagenomanalysen

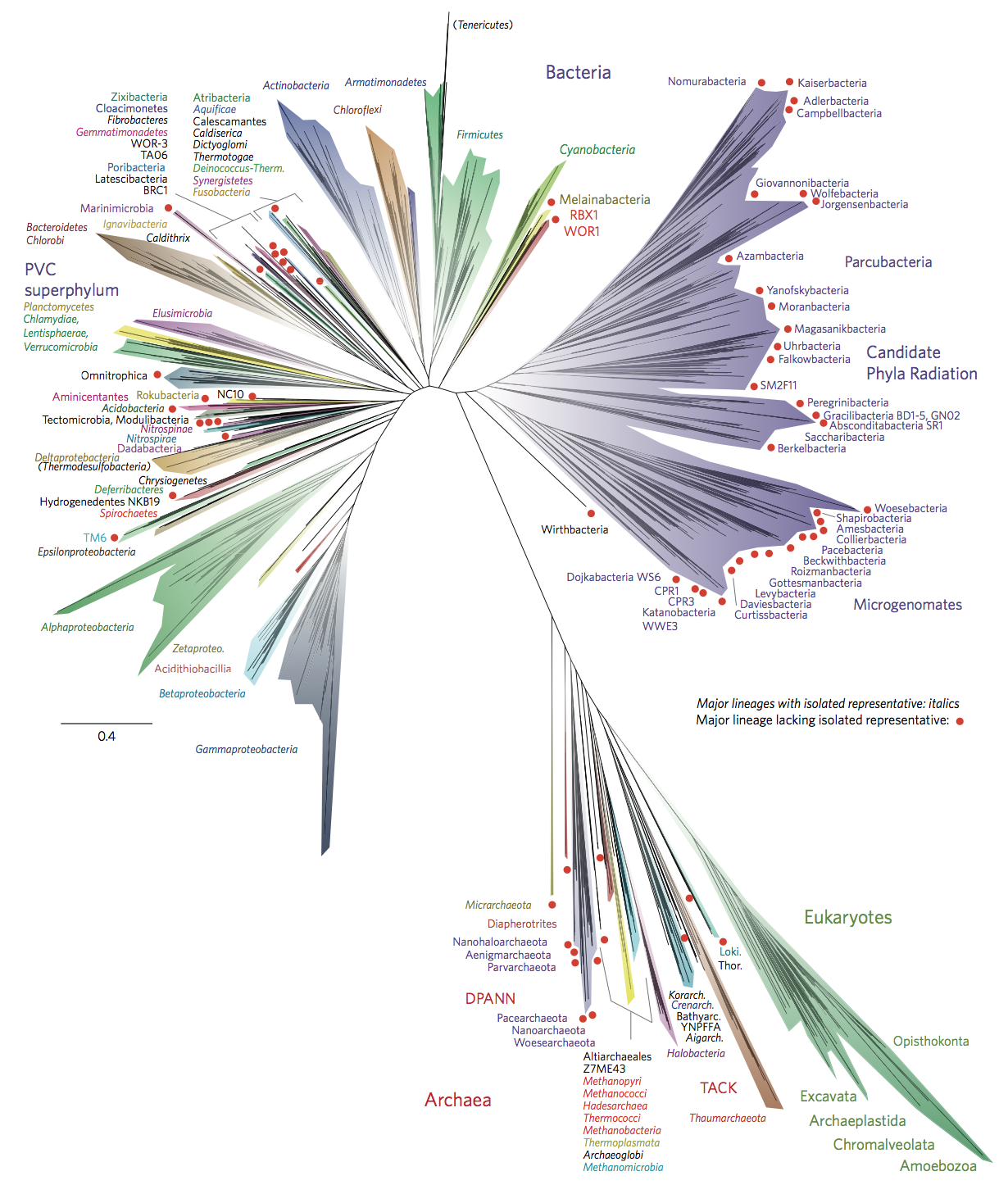
Stammbaum des Lebens auf der Basis ribosomaler Proteine. Die Domäne der Bakterium ist in zwei Gruppen aufgeteilt: CPR (Candidate Phyla Radiation, auch Patescibacteria) mit Wirthbacteria auf der einen, alle herkömmlichen Bakterienphyla auf der anderen Seite (Stand: 2016).

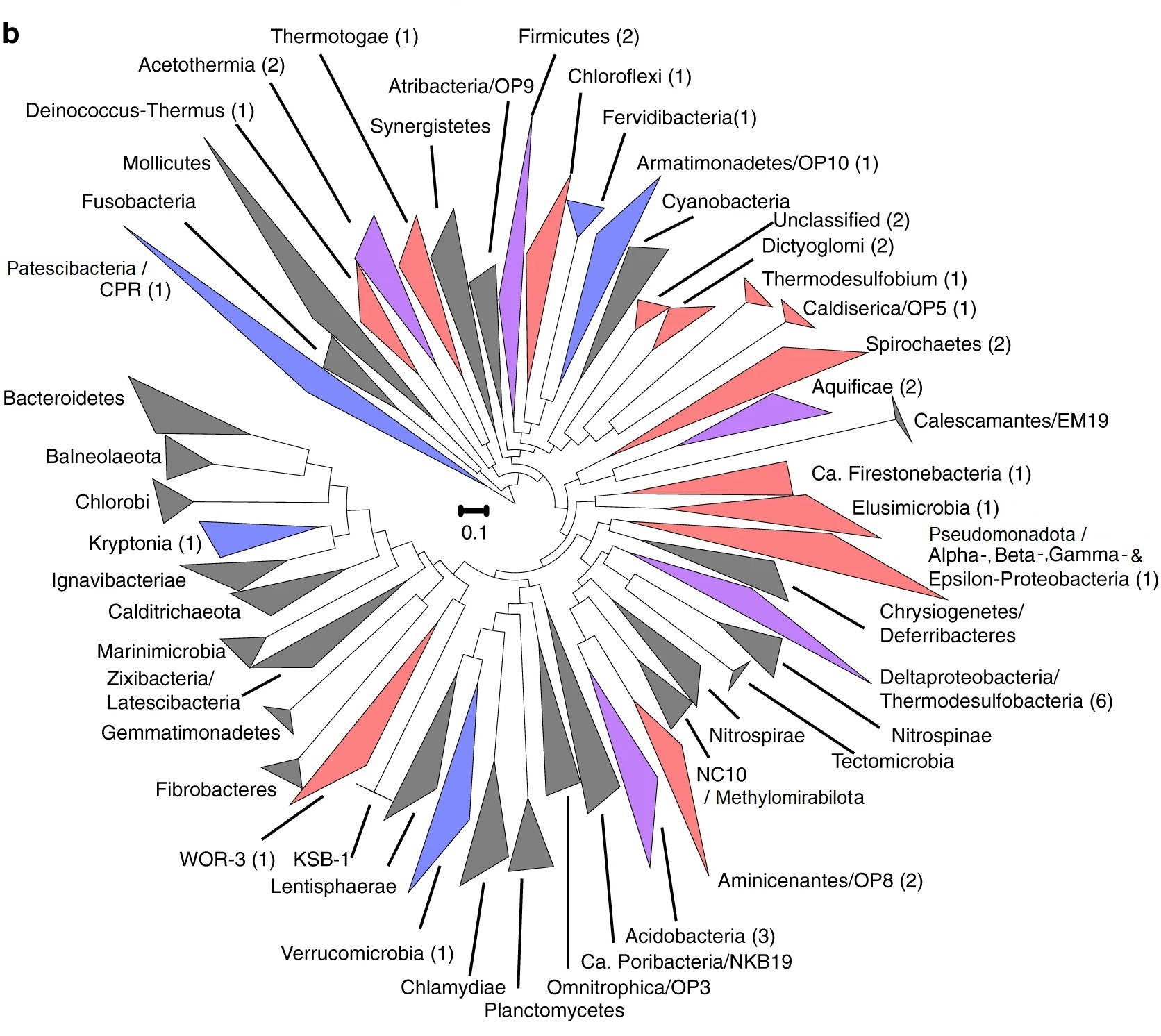
Phylogenetischer Baum der bakteriellen Population des „Smokejumper 3“ (SJ3) im Yellowstone-Nationalpark, Smokejumper Geyser Basin. Metagenomik-Daten ausgewertet nach der Maximum-Likelihood-Methode (Stand: 2019).

Metagenomanalysen aus verschiedenen Habitaten zeigen, dass die Systematik der kultivierbaren Bakterien auch mit den oben genannten Methoden immer noch ein sehr unvollständiges Bild des gesamten Spektrums liefert. Kleine Formen von Bakterien (und Archaeen) mit langsamem Stoffwechsel blieben bisher unberücksichtigt, machen aber einen großen Anteil im Boden wie auch in den Ozeanen und Süßgewässern aus.
Unter Berücksichtigung der vorläufigen Ergebnisse dieser Analysen wurde ein erheblich erweiterter Stammbaum vorgeschlagen. Es wird vermutet, dass es diese 15 % der gesamten bakteriellen Diversität ausmachen und aus mehr als 35 bis 70 verschiedenen Phyla bestehen.
- „Microgenomates“ / OP11[25]

Es wurde ursprünglich angenommen, dass die „Mikrogenomates“ ein einzelnes Phylum bilden. Tatsächlich gibt es aber Hinweise, dass diese Gruppe über 11 bakterielle Phyla umfasst, einschließlich „Curtissbacteria“, „Daviesbacteria“, „Levybacteria“, „Gottesmanbacteria“, „Woesebacteria“, „Amesbacteria“, „Shapirobacteria“, „Roizmanbacteria“, „Beckwithbacteria“, „Collierbacteria“ und „Pacebacteria“. Nach neueren Untersuchungen stehen die „Woykebacteria“ basal in den „Microgenomates“. Die Gruppe wurde ursprünglich mit dem Akronym OP11 nach dem Fundort Obsidian Pool (44,6101° N, 110,4388° W) im Yellowstone-Nationalpark benannt.
- „Parcubacteria“ / OD1[29][30]

Auch die Gruppe der „Parcubacteria“ wurde ursprünglich als ein einziges Phylum von Kandidaten mit einer 16S-rRNA von weniger als 100 Nukleotiden beschrieben. Inzwischen steht aber eine viel größere Vielfalt an solchen 16S rRNA-Sequenzen aus Genomanalysen unkultivierter Organismen zur Verfügung. Man schätzt daher, dass diese Gruppe aus bis zu 28 bakteriellen Phyla bestehen könnte. Passend dazu sind jetzt bereits über 14 Phyla innerhalb dieser Gruppe der Parcubakterien beschrieben worden, einschließlich „Kaiserbacteria“, „Adlerbacteria“, „Campbellbacteria“, „Nomurabacteria“, „Giovannonibacteria“, „Wolfebacteria“, „Jorgensenbacteria“, „Yanofskybacteria“, „Azambacteria“, „Moranbacteria“, „Uhrbacteria“ und „Magasanikbacteria“. Nach neueren Untersuchungen gehören etliche weitere Kandidatenphyla zu dieser Gruppe, wie die „Brownbacteria“, die „Hugbacteria“ und die „Azambacteria“ (letztere sind offenbar nicht monophyletisch und wurden daher aufgespalten); die Gruppe selbst wurde aufgeteilt in vier größere (und weitere kleinere) Untergruppen „Parcubacteria 1“ bis „Parcubacteria 4“.
- Ca. Eremiobacterota / Eremiobacteraeota / WPS-2[33][34]

Vertreter der zu dieser Gruppe gehörenden Klasse Eremiobacter(i)ia wurden bei Metagenomanalysen von Proben auf der Vulkaninsel Hunga Tonga-Hunga Haʻapai gefunden, bevor diese durch einen Ausbruch im Januar 2022 weitestgehend zerstört wurde.
- „Patescibacteria“ / CPR

CPR (englisch Candidate Phyla radiation) ist ein beschreibender Begriff, der sich auf eine monophyletische Gruppe (Klade) von Kandidaten-Phyla innerhalb der Domäne der Bakterien bezieht.
Da die CPR-Mitglieder bisher bis auf wenige Ausnahmen nicht kultivierbar sind, können sie nicht formell in die bakterielle Taxonomie aufgenommen werden. Für eine Reihe von provisorischen oder Kandidatennamen besteht jedoch bereits eine allgemeine Übereinkunft.
Die „Patescibacteria“ wurden ursprünglich als Superphylum vorgeschlagen, um die Gruppen der „Microgenomates“ (OP11), „Parcubacteria“ (OD1) und „Gracilibacteria“ (GNO2/BD1-5) zusammenzufassen.
Neuere phylogenetische Analysen zeigen, dass der letzte gemeinsame Vorfahre dieser Taxa derselbe Knoten ist wie der der CPR.
Die „Peregrinibacteria“ scheinen eher mit den „Gracilibacteria“ eine gemeinsame Klade innerhalb von CPR zu bilden, als den „Parcubacteria“ anzugehören.
Die „Saccharibacteria“ (TM7) könnten ähnlich eher mit den „Berkelbacteria“ eine gemeinsame Klade bilden, als den „Parcubacteria“ anzugehören. Das anfangs benutzte für diese Gruppe benutzte Akronym TM7 leitet sich ab von „Torf, Mittlere Schicht“. Dies ist die erste Gruppe der CPR, bei denen die Isolation von Vertretern gelang.
Die „Dojkabacteria“ (WS6) und die „Katanobacteria“ (WWE3) könnten in beide in einer basalen Position (d. h. ohne weitere Zuordnung) noch CPR angehören. WS ist Akronym für Wurtsmith contaminated aquifer.
- „Wirthbacteria“

„Wirthbacteria“ ist ein vorgeschlagenes Bakterienphylum, der nur eine bekannte Stichprobe aus dem Aquifer des Kaltwassergeysirs Crystal Geyser, der Spezies „Wirthibacter wanneri“. Dieses Bakterium steht in einer basalen Position zur CPR-Gruppe (Candidate Phyla Radiation), wird aber nicht als Teil dieser Gruppe angesehen. Diese Bakterien wurden durch Genomanalyse identifiziert und konnten bisher noch nicht kultiviert werden. Sie weisen einige Merkmale wie die Mitglieder der CPR-Gruppe auf wie z. B. geringe Größe, fehlende Atmungsketten, reduzierter Stoffwechsel, niedrige Nukleotid- und Aminosäuresynthese usw., und stehen dieser Gruppe daher nahe. Die letzten drei genannten Merkmale erschweren die Kultivierung dieser Bakterien.
- „Planctobacteria“ / PVC

Die „Planctobacteria“ (auch als PVC-Gruppe bezeichnet, benannt nach den Mitgliedsphyla „Planctomycetes“, „Verrucomicrobia“ und „Chlamydiae“) umfasst insgesamt folgende Phyla: „Chlamydiae“, „Lentisphaerae“, „Omnitrophica“, „Planctomycetes“, „Poribacteria“ und „Verrucomicrobia“.
- „Sphingobacteria“ / FCB

Die „Sphingobacteria“ (auch als FCB-Gruppe bezeichnet, benannt nach den Mitgliedsphyla „Fibrobacteres“, „Chlorobi“ und „Bacteroidetes“) umfassen folgende Phyla: „Bacteroidetes“, „Calditrichaeota“, „Chlorobi“ inklusive des möglichen Synonyms „Ignavibacteriae“, „Cloacimonetes“, „Fibrobacteres“, „Gemmatimonadetes“, „Latescibacteria“, „Marinimicrobia“ und „Zixibacteria“.
Die Bezeichnung „Sphingobacteria“ (s. l. ein Synonym FCB-Gruppe, s. s. ein Synonym für Bacteroidetes) ist zu unterscheiden von der Klasse „Sphingobacteriia“, einem Mitglied der „Bacteroidetes“ und damit Teil der FCB-Gruppe.
- „Terrabacteria“

Das vorgeschlagene Superphylum „Terrabacteria“ umfasst die Phyla „Actinobacteria“, „Armatimonadetes“ (OP10), „Cyanobacteria“, „Deinococcus–Thermus“, „Chloroflexi“ und „Firmicutes“.
- „Proteobacteria“

Es wurde vorgeschlagen, dass einige Mitgliedsklassen aus bisherigen Phylum „Proteobacteria“ als eigenständige Phyla anzuerkennen, was die „Proteobacteria“ in den Rang eines Superphylums erheben würde. Zudem bildet das bisherige Phylum der Deltaproteobakteria keine konsistente monophyletische Abstammungslinie mit den anderen Klassen der „Proteobakteria“.
Aktueller Stand: Die Proteobacteria wurden in Pseudomandota umbenannt (korrektes Suffix für Phyla).
- Candidatus Calescibacteriota

Kanditatenphylum aus Metangenomik und Einzelzell-Sequenzierung. Candidatus Calescibacteriota ist die offizielle Bezeichnung in der LPSN, in der GTDB ist der Name Calescibacterota. Frühere Bezeichnungen sind Calescamantes und Candidate division EM19/EM 19.

Phylogenetischer Baum des Kandidaten-Phylums TM7 (Saccharibacteria), mit Neighbor-Joining-Algorithmus ermittelt.

- „kryptische Superphyla“

Mehrere Kandidaten-Phyla („Microgenomates“, „Omnitrophica“, „Parcubacteria“ und „Saccharibacteria“) und mehrere akzeptierte Phyla („Elusimicrobia“, „Caldiserica“ und „Armatimonadetes“) wurden vorgeschlagen, in den Rang von Superphyla zu erheben, die fälschlicherweise als Phyla beschrieben wurden, weil Regeln zur Definition eines Bakterienphylums fehlen (und erst recht eines Superphylums), oder weil aufgrund einer ursprünglich mangelnden Sequenzvielfalt in den Gendatenbanken zu dem Zeitpunkt, als das betreffende Phylum etabliert wurde. So wird z. B. vorgeschlagen, dass der zunächst als Phylum vorgeschlagene Kandidat „Parcubacteria“ in Wirklichkeit ein Superphylum ist, das 28 untergeordnete Phyla umfasst, mit vier größeren Untergruppen „Parcubacteria 1“ bis „Parcubacteria 4“ (s. o.). Ebenso ist das Phylum „Elusimicrobia“ in Wirklichkeit eher ebenfalls ein Superphylum, das 7 untergeordnete Phyla umfasst. Die CPR-Gruppe wäre dann konsequenterweise in den Rang eines Reichs oder wenigstens Unterreichs (en. infrakingdom) zu erheben.

### Liste von CPR und Verwandte
Anbei eine vorläufige Systematik der vorgeschlagenen Phyla von CPR und naher Verwandter. Die Zuordnung zu Microgenomates, Parcubacteria und weitere folgt dabei Jaffe (2020).
- „Wirthbacteria“[42][43][44][45] - Schwestertaxon zu CPR

- „Microgenomates“ (OP11) – nach Brown et al. (2015),[26] bis auf „Blackburnbacteria“, „Chisholmbacteria“ und „Woykebacteria“:

- „Amesbacteria“
- „Beckwithbacteria“
- „Blackburnbacteria“ (RIF35)
- „Chisholmbacteria“ (RIF36)
- „Collierbacteria“
- „Curtissbacteria“
- „Daviesbacteria“
- „Gottesmanbacteria“
- „Levybacteria“
- „Pacebacteria“
- „Roizmanbacteria“
- „Shapirobacteria“
- „Woesebacteria“
- „Woykebacteria“

Den „Microgenomates“ nahestehend:
- „Dojkabacteria“ (WS6) – basal
- „Katanobacteria“ (WWE3) – fast basal

- „Parcubacteria“ (OD1) – nach Brown et al. (2015), Fig. S2a,[26] und – markiert mit [*] – Anantharaman et al. (Okt. 2016),[27] bis auf „Brownbacteria“, „Hugbacteria“, „Gribaldobacteria“ und „Torokbacteria“:

- „Parcubacteria 1“

- „Buchananbacteria“ (RIF37) [*]
- „Falkowbacteria“
- „Jacksonbacteria“ (RIF38) [*]
- „Kerfeldbacteria“ (RIF4) [*]
- „Komeilibacteria“ (RIF6) [*] (gelegentliche Fehlschreibung als „Komelilbacteria“)
- „Kuenenbacteria“
- „Magasanikbacteria“
- „Uhrbacteria i“ (offenbar polyphyletisch, gesplittet, ad-hoc-Nummerierung hier)
- „Uhrbacteria ii“

Den „Parcubacteria 1“ nahestehend:
- „Doudnabacteria“ (SM2F11) [*]

Ebenso, aber nicht bei Jaffe et al. (2020) aufgeführt:
- „Veblenbacteria“ (RIF39) [*]

- „Parcubacteria 2“

- „Gribaldobacteria“
- „Nealsonbacteria“ (RIF40) [*]
- „Staskawiczbacteria“ (RIF20) [*]
- „Spechtbacteria“ (RIF19) [*]
- „Terrybacteria“ (RIF13) [*]
- „Wildermuthbacteria“ (RIF21) [*]

- „Parcubacteria 3“

- „Brennerbacteria“ (RIF18) [*]
- „Colwellbacteria“ (RIF41) [*]
- „Harrisonbacteria“ (RIF43) [*]
- „Jorgensenbacteria“
- „Liptonbacteria“ (RIF42) [*]
- „Wolfebacteria“

- „Parcubacteria 4“

- „Adlerbacteria“
- „Campbellbacteria i“ (offenbar polyphyletisch, gesplittet, ad-hoc-Nummerierung hier)
- „Campbellbacteria ii“
- „Kaiserbacteria“
- „Lloydbacteria“ (RIF45) [*]
- „Nomurabacteria“
- „Taylorbacteria“ (RIF16) [*]
- „Vogelbacteria“ (RIF14) [*]
- „Yonathbacteria“ (RIF44) [*]
- „Zambryskibacteria“ (RIF15) [*]

Den „Parcubacteria 4“ nahestehend:
- „Giovannonibacteria“
- „Ryanbacteria“ (RIF10) [*]
- „Sungbacteria“ (RIF17) [*]
- „Tagabacteria“ (RIF12) [*]

Ebenso, aber nicht bei Jaffe et al. (2020) aufgeführt:
- „Andersenbacteria“ (RIF9) [*]
- „Niyogibacteria“ (RIF11) [*]
- „Portnoybacteria“ (RIF22) [*]

- Nicht-klassifizierte „Parcubacteria“:

- „Azambacteria i“ [*] (offenbar polyphyletisch, gesplittet, Nummerierung der Autoren)
- „Azambacteria ii“ [*]
- „Moranbacteria“ (OD1-I)
- „Torokbacteria“
- „Yanofskybacteria“

Ebenso, aber nicht bei Jaffe et al. (2020) aufgeführt:
- „Brownbacteria“
- „Hugbacteria“
- „Parcunitrobacteria“

- Saccharibacteria-Berkelbakteria-Klade – nach Jaffe et al.(2020),[32] bis auf „Lindowbacteria“:

- „Berkelbacteria“ (ACD58)
- „Howlettbacteria“
- „Kazanbacteria“ (3B-28)
- „Saccharibacteria“ (TM7)

ebenso, aber nicht bei Jaffe et al. (2020) aufgeführt:
- „Lindowbacteria“ (RIF2)

- Gracilibacteria-Absconditabacteria-Peregrinibacteria-Klade – nach Jaffe et al.(2020),[32] bis auf „Fertabacteria“:

- „Abawacabacteria“
- „Absconditabacteria“ (SR1)
- „Gracilibacteria“ (GN02, BD1-5)
- „Peregrinibacteria“ (PER)
- „Peribacteria“

Ebenso, aber nicht bei Jaffe et al. (2020) aufgeführt:
- „Fertabacteria“